# Sympistis apis
Sympistis apis là một loài bướm đêm thuộc họ Noctuidae. Nó được tìm thấy ở plains of miền bắc Texas.
Sải cánh dài 26–32 mm. Con trưởng thành bay từ cuối tháng 9 đến đầu tháng 10.